# Умочь
Умочь (Умач) — река в Первомайском районе Нижегородской области России. Устье реки находится в 264 км по левому берегу реки Алатырь.
Длина реки составляет 21 км, площадь водосборного бассейна — 171 км². Протекает через районный центр — город Первомайск.
Исток реки в лесном массиве в 8 км к северо-западу от Первомайска. Река течёт на юго-восток, протекает Первомайск, ниже которого течёт на восток. Впадает в Алатырь напротив деревни Петровка. Река является сезонной и в межень полностью пересыхает.

## Данные водного реестра
По данным государственного водного реестра России относится к Верхневолжскому бассейновому округу, водохозяйственный участок реки — Алатырь от истока и до устья, речной подбассейн реки — Сура. Речной бассейн реки — (Верхняя) Волга до Куйбышевского водохранилища (без бассейна Оки).
Код объекта в государственном водном реестре — 08010500212110000037799.